# Bottheim Station
Bottheim Station (Bottheim stasjon eller Bottheim stoppested) var en jernbanestation, der lå i Bottheim i Lesja kommune på Raumabanen i Norge.
Stationen blev åbnet som holdeplads sammen med den første del af banen fra Dombås til Bjorli 19. november 1921. Stationen blev gjort ubemandet 1. september 1964, og 20. august 1973 blev den nedgraderet til trinbræt. 29. maj 1988 ophørte betjeningen med persontog, og 27. maj 1990 blev den helt nedlagt.
Stationsbygningen, der nu er revet ned, var tegnet af NSB Arkitektkontor ved Gudmund Hoel og Bjarne Friis Baastad. Udover bygningen bestod stationen af et enkelt spor med tilhørende perron.